# Moon Chung-hee
Moon Chung-hee   (Comtat de Boseong, 25 de maig de 1947) és una escriptora, professora i poeta sud-coreana.

## Biografia
Moon Chung-hee nasqué a Boseong, província de Jeollanam-do, a Corea del Sud, el 25 de maig de 1947. Anà a l'escola secundària femenina Jinmyeong, es llicencià en literatura coreana a la Universitat Dongguk, en la qual també fou professora. Quan encara estava en l'escola secundària publicà el primer recull de poemes, Respiració floral (Kkotsum), al 1965. El 1969 els poemaris Insomni (Bulmyeon) i Cel (Haneul) es publicaren en el número especial de nous poetes en Wolgan munhak. El 2014 era presidenta de l'Associació de Poetes de Corea.

## Obra
La poesia de Moon Chung-hee mostra una percepció clarament romàntica, expressada amb un llenguatge nítid. Un exemple de la seua excel·lent i en ocasions sorprenent sensibilitat poètica és "La cançó de Hwang Jini" (Hwangjiniui norae).
Els símils i metàfores que utilitza són totalment subjectius. El seu llenguatge figuratiu tracta de manera emotiva els temes de l'amor romàntic, la desconfiança, el sofriment i la llibertat. En alguns poemes com "Creïlles" (Gamja), "Al meu estimat Samacheon" (Saranghaneun samacheon dangsinege) i "Contemplant el riu Namhan" (Namhangangeul barabomyeo), inclou elements dels contes de fades per arribar a una síntesi al·legòrica de la realitat present.

## Obres
- 1965 Respiració floral (Kkotsum)
- 1973 Poemes de Moon Chung-hee (Moon Jeonghui Sijip)
- 1984 Les campanades que s'ensorren soles (Honja muneojineun jongsori)
- 1986 L'ocell d'Aunae
- 1987 La meua llar enyorada (Geuriun naui jip)
- 1990 Trau-me l'ocell que viu en mi (Je momsoge salgo inneun saereul kkeonaeeo juseyo)

## Premi
- Premi de literatura contemporània (1975)